# Instituto de Humanidades, Artes & Ciências Professor Milton Santos
 O Instituto de Humanidades, Artes & Ciências Professor Milton Santos (IHAC) é a unidade responsável por ofertar os cursos dos bacharelados interdisciplinares (BIs) da Universidade Federal da Bahia em Salvador. Atualmente possui 61 professores efetivos, 28 servidores técnico-administrativos e cerca de 5 mil alunos de graduação e de pós-graduação.
Com os BIs, a UFBA segue o modelo de formação curricular conhecido como Universidade Nova, o qual é equiparado ao modelo curricular europeu denominado de Processo de Bolonha, baseado no regime de ciclos, criando um intercâmbio entre diversas universidades no mundo.

## Cursos

### Graduação

#### Bacharelados Interdisciplinares
O IHAC oferta anualmente, através do Exame Nacional do Ensino Médio (ENEM), 4 modalidades de graduação, os bacharelados interdisciplinares, divididos em regime de 2 ciclos:
|  | Primeiro Ciclo                                       | Oferta de vagas | Duração mínima | Segundo Ciclo                       | Duração mínima | Duração total |
|  | ---------------------------------------------------- | --------------- | -------------- | ----------------------------------- | -------------- | ------------- |
|  | Bacharelado Interdisciplinar em Artes                | 300             | 3 semestres    | Área de Concentração ou Grande Área | 3 semestres    | 6 semestres   |
|  | Bacharelado Interdisciplinar em Humanidades          | 400             | 3 semestres    | Área de Concentração ou Grande Área | 3 semestres    | 6 semestres   |
|  | Bacharelado Interdisciplinar em Saúde                | 300             | 3 semestres    | Área de Concentração ou Grande Área | 3 semestres    | 6 semestres   |
|  | Bacharelado Interdisciplinar em Ciência e Tecnologia | 300             | 3 semestres    | Área de Concentração ou Grande Área | 3 semestres    | 6 semestres   |

#### Áreas de Concentração
Ao término do primeiro ciclo do bacharelado interdisciplinar, o estudante está automaticamente habilidade a cursar o segundo ciclo de formação específica, podendo optar por uma área de concentração ou grande área:
| Área de Concentração                               | BI Artes | BI Humanidades | BI Saúde | BI Ciência e Tecnologia |
| -------------------------------------------------- | -------- | -------------- | -------- | ----------------------- |
| Artes e Tecnologias Contemporâneas                 | X        | X              |          | X                       |
| Políticas e Gestão da Cultura                      | SI       | X              |          |                         |
| Escrita criativa                                   | X        | X              |          |                         |
| Estudos Coreográficos                              | X        |                |          |                         |
| Estudos das Cidades                                | X        | X              | X        |                         |
| Estudos da Subjetividade e do Comportamento Humano | X        | X              | X        | X                       |
| Estudos em Relações Internacionais                 |          | X              |          |                         |
| Estudos Jurídicos                                  |          | X              |          |                         |
| Língua, Literatura e Cultura                       | X        | X              |          |                         |
| Teatro                                             | X        | X              |          |                         |
| Cinema e Audiovisual                               | X        | X              |          | X                       |

#### Progressão CPL
Após o término do bacharelado interdisciplinar (6 semestres), o egresso receberá um diploma de bacharel de seu respectivo curso e poderá optar pela progressão automática em uma segunda graduação (curso de progressão linear), mediante processo seletivo interno, com reserva de vagas garantida. Ou, uma vez possuidor de diploma de nível superior, poderá realizar processo seletivo para cursos de pós-graduação em qualquer universidade.

### Pós-graduação
O IHAC abriga 4 programas de pós-graduação, ofertando anualmente, através de processo seletivo específico, cursos de mestrado e doutorado de característica multidisciplinar:
| Programa                                                                     | Mestrado | Doutorado     | Conceito CAPES |
| ---------------------------------------------------------------------------- | -------- | ------------- | -------------- |
| Programa Multidisciplinar em Cultura e Sociedade                             | 30 vagas | 15 vagas      | 4              |
| Programa de Pós-Graduação em Estudos Interdisciplinares sobre a Universidade | 30 vagas | 15 vagas      | 4              |
| Programa Pós-Graduação em Relações Internacionais                            | 15 vagas | 7 vagas       | 4              |
| Mestrado Profissional em Artes                                               | 30 vagas | não aplicável | 4              |

## Ciclos
Como o curso superior brasileiro possui uns 200 anos, ele iniciou seguindo o modelo francês e alemão até que em 1960 o modelo norte-americano começou a ser copiado.
O projeto original do antropólogo Darcy Ribeiro em 1996 foi baseado neste modelo americano que tem uma visão mais próxima de uma gestão empresarial, vivida na globalização econômica e social da atualidade. Este novo modelo é baseado em ciclos, o qual ao ser implementado pelo Plano de Reestruturação e Expansão das Universidades Federais (REUNI) pela Lei nº 6.096 de 24 de abril de 2007 tinha como objetivo ampliar o acesso dos estudantes e criar as condições de sua permanência no ensino superior.
Essa oferta do curso de BI em 3 ciclos faz parte do projeto "Universidade Nova",, implantado pelo então reitor da UFBA Naomar de Almeida Filho, a qual visava combater a profissionalização precoce e a evasão dos cursos de graduação, tentando superar a dicotomia dos modelos de Bolonha e americano. Além de enfrentar o desafio de garantir o padrão de qualidade e quantidade da educação superior brasileira em comparação com as universidades do mundo. Esse projeto busca trabalhar em uma mudança completa na matriz curricular das universidades públicas brasileiras, sendo identificado em quase vinte universidades federais do Brasil segundo levantamento realizado em 2019 pela pedagoga Amanda C. Rezende Xavier.
Os bacharelados interdisciplinares da Universidade Federal da Bahia são uma forma de graduação polivalente, oferecem várias possibilidades de estudo e são oferecidos nas áreas: Humanidades, saúde, artes e tecnologias com estrutura modular, progressiva e flexível.
O primeiro ciclo, caracteriza-se por formar os alunos no modelo interdisciplinar, passando pelas áreas de produção científica, tecnológica, artística, social e cultural. Ela é pré-requisito para os próximos ciclos. Com a conclusão do primeiro ciclo, o aluno escolhe de uma área específica para profissão.

## Administração

### Diretores do IHAC
O IHAC teve os seguintes Diretores:
| nº | Diretor(a)                                         | Vice-Diretor(a)                                            | período     |
| 1  | Antonio Albino Canelas Rubim (Diretor Pro Tempore) | Carmen Teixeira (2008 a 2009), Sergio Farias (2009 a 2010) | 2008 - 2010 |
| 2  | Sérgio Farias                                      | Márcio Luís Nascimento                                     | 2011 - 2013 |
| 3  | Messias Guimarães Bandeira                         | José Aurivaldo Sacchetta Mendes                            | 2013 - 2017 |
| 4  | Messias Guimarães Bandeira (Diretor reeleito)      | Genaro Fernandes de Carvalho Costa                         | 2017 - 2021 |
| 5  | Luís Augusto Vasconcelos da Silva                  | Milton Júlio de Carvalho Filho                             | 2021 - 2025 |

### Coordenadores de Programas de Pós-Graduação
Os(as) atuais coordenadores(as) de programas de pós-graduação stricto sensu (mestrado e doutorado) situados no IHAC são:
Data da atualização: setembro de 2023.
| Programa de Pós-Graduação                       | Coordenador(a)                  |
| Cultura e Sociedade                             | José Roberto Severino           |
| Estudos Interdisciplinares sobre a Universidade | Marcelo Dourado                 |
| Relações Internacionais                         | José Aurivaldo Sacchetta Mendes |
| Mestrado Profissional em Artes                  | Marise Berta de Souza           |

### Coordenadores de Cursos de Graduação
Os(as) atuais coordenadores(as) dos cursos de graduação (bacharelado interdisciplinar - BI) situados no IHAC são:
Data da atualização: setembro de 2023.
| Curso de graduação         | Coordenador(a)                                                       |
| BI em Saúde                | Renata Meira Veras (diurno), Bianca Rückert (noturno)                |
| BI em Ciência e Tecnologia | Juan Sánchez Arteaga, Lynn Alves (noturno)                           |
| BI em Humanidades          | Maurício M. S. Pereira (diurno), Ivan Claudio P. Siqueira (noturno). |
| BI em Artes                | Mariela Brazon Hernandez (diurno), Cíntia Guedes Braga (noturno)     |